# Problema de ajedrez

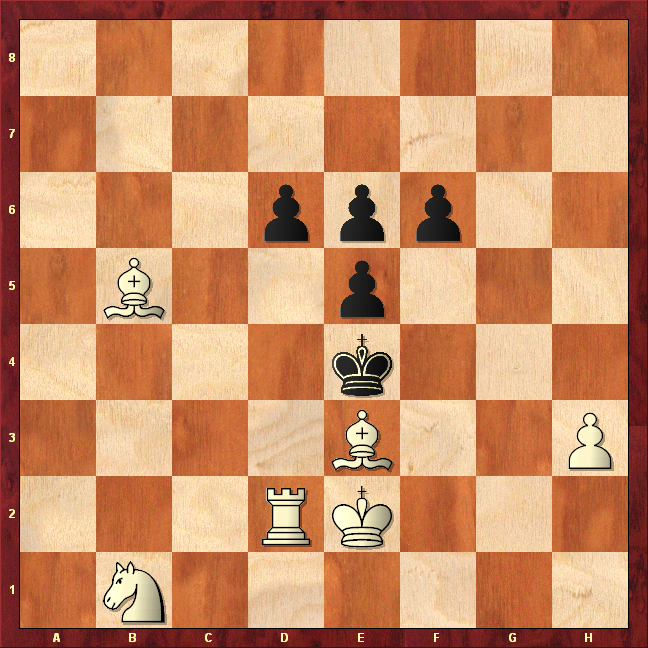
Juegan las blancas y dan mate en dos movimientos.

Un problema de ajedrez es una posición compuesta cuya solución consiste en dar mate en cierto número de jugadas (También existen problemas en los que se pide obtener ventaja material sin necesidad de ganar la partida). Se diferencia del estudio o final artístico en que en este último su objetivo consiste en ganar o hacer tablas, sin un número de jugadas específico. Por convención, el bando que juega y da mate es el blanco. Quien crea problemas y estudios se conoce como compositor.
A diferencia de las posiciones planteadas como problemas a los lectores de publicaciones especializadas, las características de los problemas de ajedrez —en su variante clásica— suelen ser:
- Originalidad: es decir que la posición debe ser original y no provenir, por ejemplo, de una partida real.
- Legalidad de la posición: la posición debe ser legal; es decir, poder ser lograda mediante jugadas legales a partir de la posición inicial.
- Objetivo claro: todo problema de ajedrez debe tener un enunciado claro, en el que se pide dar mate en un número exacto de jugadas.
- Tema: la solución de un problema de ajedrez suele estar asociada a una idea o combinación de ideas conocidas como temas.[1]
- Economía: el material de un problema de ajedrez debe ser el mínimo posible, o bien solamente el necesario, en el que cada pieza cumpla una función específica.
- Solución única: Un problema no puede tener más de una solución —si tuviera más de una, se trataría de un problema dual—.
- Valor estético: la originalidad y la belleza de las ideas asociadas a la solución de un problema confiere a este un valor estético particular, aumentado por el cumplimiento de los principios de economía y originalidad.

## Tipos de problema
|       |       |       |       |       |    |       |       |    |  |
|       | a8    | b8    | c8    | d8    | e8 | f8    | g8 kl | h8 |  |
| a7 pd | b7 nl | c7    | d7    | e7 rl | f7 | g7 pl | h7 ql |    |  |
| a6 pd | b6    | c6    | d6    | e6    | f6 | g6    | h6    |    |  |
| a5 rd | b5    | c5    | d5 kd | e5    | f5 | g5    | h5 rd |    |  |
| a4 nl | b4    | c4    | d4 nd | e4    | f4 | g4    | h4    |    |  |
| a3    | b3 pl | c3    | d3    | e3 pd | f3 | g3    | h3    |    |  |
| a2 bl | b2 bl | c2    | d2    | e2    | f2 | g2    | h2 pd |    |  |
| a1    | b1    | c1 rl | d1 bd | e1    | f1 | g1 bd | h1 qd |    |  |
|       |       |       |       |       |    |       |       |    |  |

Existen varios tipos de problemas de ajedrez:
- Problemas de mate directo: Es la modalidad clásica de problema de ajedrez. Las blancas juegan y dan mate en un número específico de jugadas. En competiciones de composición y resolución de problemas, estos problemas se dividen en tres clases:
  - Problemas de mate en 2
  - Problemas de mate en 3
  - Problemas de mate en más de 3

- Mate ayudado: aquellos en los cuales las negras juegan primero, y cooperan con las blancas para dar mate al rey negro en cierto número de jugadas
- Automate: las blancas juegan y fuerzan a las negras a dar mate al rey blanco en cierto número de jugadas
- Mate reflejado: una forma de automate en la cual ambos bandos juegan y obligan a su rival a dar mate en cierto número de jugadas
- Series de jugadas: problema en el cual el bando que juega hace una serie de jugadas sin respuesta de su oponente; en esta variante, al no poder existir respuesta del contrario, no es posible dar jaque excepto en la última jugada. En esta modalidad se pueden englobar las variantes anteriores.

Existen otras clases de problemas relacionados con el ajedrez, aparte de los estudios, tales como el problema del caballo (cómo recorrer las 64 casillas del tablero en 64 saltos de caballo); y otros de naturaleza analítica como el ajedrez retrospectivo.

## Torneos
Existen torneos tanto de composición como de resolución de problemas y estudios de ajedrez.

### Torneos de composición de problemas
Los torneos de composición de problemas pueden ser formales o informales. En los torneos formales los problemas competidores no se publican antes de ser juzgados, mientras que en los torneos informales sí son publicados. los torneos informales suelen ser llevados a cabo por revistas y publicaciones con secciones regulares de problemas. Los torneos formales a menudo son conmemorativos de algún evento o persona en particular. El Torneo Mundial de Composición de Problemas (WCCT) es un torneo formal para equipos nacionales organizado por la Comisión Permanente de Composiciones de Ajedrez de la FIDE (PCCC).

### Torneos de resolución de problemas
Los torneos de resolución de problemas también se clasifican en dos tipos. En torneos por correspondencia, los participantes envían sus respuestas por correo postal o electrónico. Estos torneos tienen a menudo los mismos términos que los torneos informales de composición; de hecho, los mismos problemas que participan en los torneos de composición son usados para el torneo de resolución.
Es imposible eliminar el uso de programas de ajedrez en estos torneos, aunque algunos problemas con soluciones particularmente largas, no son bien resueltos aún por computadores.
Otros torneos de resolución son realizados con los participantes presentes en un torneo o lugar en particular; quienes tienen un tiempo limitado para resolver problemas y el uso de cualquier ayuda está prohibido. El torneo más importante de resolución de problemas es el Campeonato Mundial de Resolución de Problemas de Ajedrez, organizado por la PCCC.
En ambos tipos de torneos, cada problema recibe un número específico de puntos, a menudo con puntos de bonificación por encontrar soluciones duales o declarar que el problema no tiene solución. Las soluciones incompletas son premiadas proporcionalmente a los puntos disponibles. Quien acumule más puntos es el ganador.

## Títulos
Al igual que en el caso de los jugadores, existen títulos de Gran Maestro, Maestro internacional y Maestro FIDE tanto para compositores como solucionadores de problemas, entregados por la FIDE a través de la PCCC.
El título de Juez Internacional de Composiciones de Ajedrez es otorgado a quienes sean considerados capaces de juzgar torneos de composición al más alto nivel.